# Farkas Örs
Farkas Örs (Budapest, 1988. július 10. –) közgazdász, politikai elemző, miniszteri biztos, a Kormányzati Tájékoztatási Központ szóvivője, 2019 és 2020 között a média rendszeres szereplője volt.

## Tanulmányai
Az általános iskolát a fővárosban végezte, az érettségit 2007-ben a váci piarista gimnáziumban szerezte meg. 2010-ben a Budapesti Corvinus Egyetem Gazdálkodástudományi Karán közgazdászként diplomázott , melyhez később a Pécsi Tudományegyetemen mester diplomát szerzett, szintén közgazdász szakon.

## Munkássága
2010-ben az Országgyűlés Hivatalának alkalmazottja lett, ezzel egyidejűleg Tordas községben önkormányzati képviselőjének választották. 2012-től a MÁV Zrt. ingatlangazdálkodási területén dolgozott, majd két évvel később kinevezték a vasúttársaság ingatlan bérbeadási és értékesítési igazgatójának. 2014-től a Tordas Sportegyesület elnöke, rá egy évre az MFB Ingatlanfejlesztő Zrt. hasznosítási vezetője volt, 2016-tól pedig a Józsefváros Gazdálkodási Központ vagyongazdálkodási igazgatója lett.
2017-től Józsefváros polgármesterének kabinetfőnöke, 2019-től pedig az Oeconomus Gazdaságkutató Alapítvány igazgatója volt.
Az alapítvány működését 133 millió forint közpénz biztosította. A pénzt először a Rogán Antal vezette Miniszterelnöki Kabinetiroda adta támogatásként a Batthyány Lajos Alapítványnak, ami második lépésben továbbadta a támogatást az Oeconomusnak.
2020 februárjában Rogán Antal, a miniszterelnök kabinetfőnöke kinevezte a kormányzati tájékoztatásért felelős miniszteri biztossá – melyet 2022-ben meghosszabbítottak –, és mint ilyen, a Kormányzati Tájékoztatási Központ szóvivője lett.
2024-ben helyettes államtitkárból államtitkár lesz a polgári nemzetbiztonsági szolgálatokat felügyelő területen, ami pozíciót addig Papp Károly töltött be.